# Biserica Santa Maria Scala Coeli din Roma

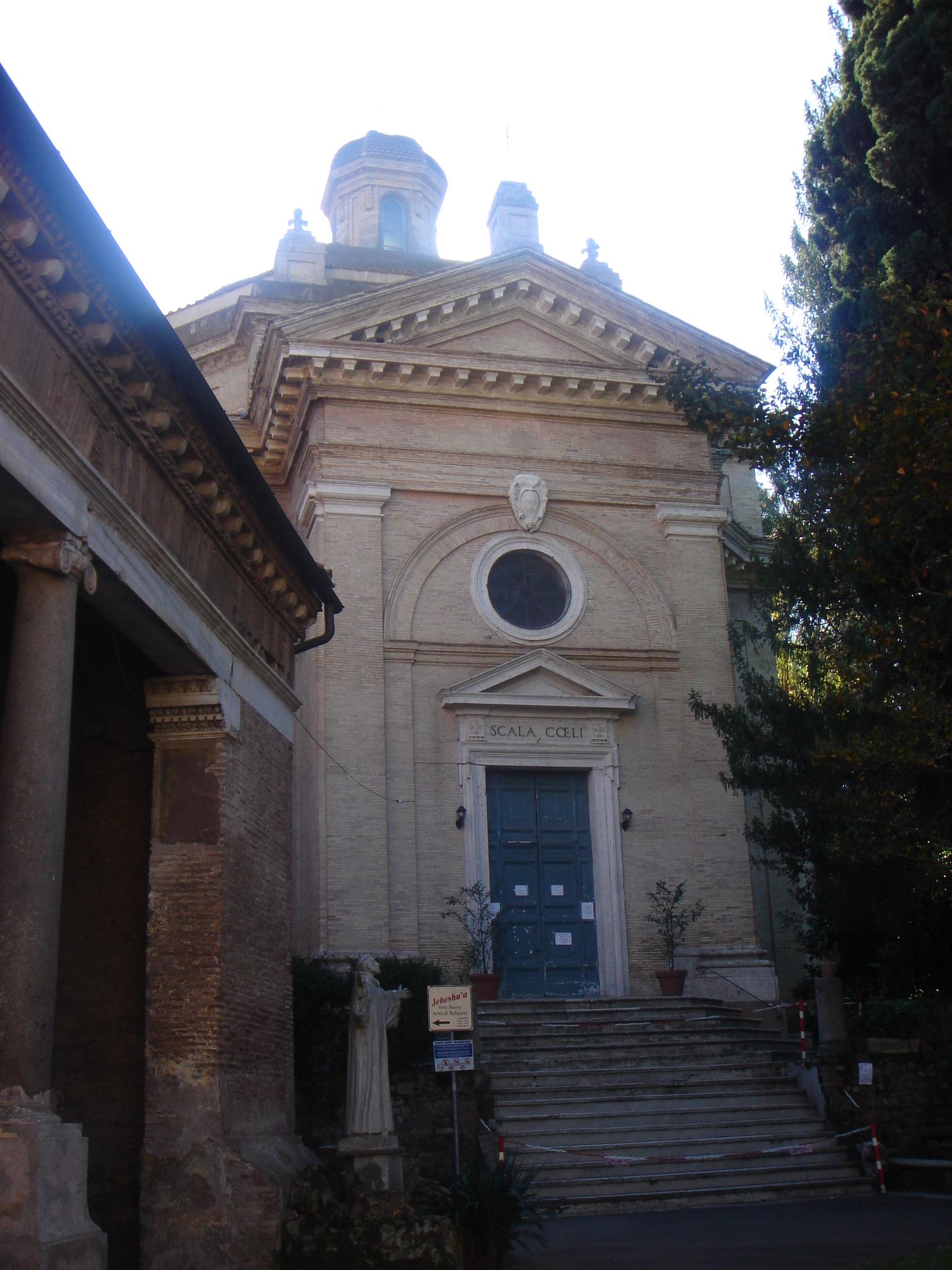
Fațada cu scările de intrare

Biserica Santa Maria Scala Coeli (în română „Sfânta Maria a Scării către Cer”) este o biserică romano-catolică situată în incinta abației Tre Fontane, pe Via di Acque Salvie 1, în cartierul Ardeatino (Q. XX.) din Roma (la marginea cartierului modern E.U.R.). Este una dintre cele trei biserici afiliate mănăstirii trapiste; se află într-o mică alee, Via delle Tre Fontane, în interiorul complexului abațial. Tradiția consideră că această biserică este amplasată în locul unde sfântul apostol Pavel a fost închis la Roma, cripta fiind închisoarea în care a fost deținut înainte de martiriul său.

## Istoric
O tradiție veche susține că biserica se înalță pe locul unde, conform tradiției, au fost martirizați tribunul Zenon împreună cu cei 10 203 soldați ai săi, trimiși la moarte de către Dioclețian în anul 298, după ce au construit marile terme și au fost îngropați în cripta bisericii, unde erau venerați. Este posibil ca unii sclavi care au murit în timpul acestei construcții să fie îngropați în catacombe pe panta dealului din apropiere, deși numărul de 10 000 este probabil exagerat.
O mică capelă a fost construită pe acest loc în Antichitate, numită atunci Santa Maria Annunziata, fiind deja atestată în secolul al VII-lea. În Evul Mediu, capela a fost reconstruită și a primit numele actual.
Conform legendei, sfântul Bernard de Clairvaux ar fi avut o viziune în 1138, în timp ce celebra o slujbă de recviem în biserică pentru sufletul unui defunct, invocând ajutorul Fecioarei. Viziunea era a sufletelor din purgatoriu, pe care Fecioara le primește după ce acestea urcă un lung șir de trepte pentru a ajunge în cer pe o scară – Scala Coeli, care dă numele bisericii.
Această viziune este la originea unei indulgențe legate de slujbele de recviem celebrate în biserică. Mai târziu, indulgența este acordată unor biserici specifice din afara Romei. În 1500, Henric al VII-lea (regele Angliei) primește indulgența scala coeli pentru noua sa capelă din abația Westminster; popularitatea sa crește rapid în Anglia. În anii 1520, donațiile pentru slujbele „la Scala Coeli” devin comune.
Reconstrucția bisericii medievale, care se afla în ruină, este încredințată de cardinalul Alexandre Farnèse lui Jacopo Barozzi da Vignola, care îi desenează planurile. Biserica actuală este realizată între 1582 și 1584 de Giacomo della Porta, sub patronajul cardinalului Pietro Aldobrandini.
Biserica aparține abației trappiste Tre Fontane, alături de bisericile Santi Vincenzo e Anastasio și San Paolo alle Tre Fontane. Era deja folosită de comunitatea ortodoxă română din Roma înainte de noiembrie 2002, când, cu ocazia vizitei la Roma a patriarhului Teoctist al României, papa Ioan Paul al II-lea le-o acordă oficial. Anterior, comunitatea se reunea și în capela Notre-Dame de Genezano, situată aproape de Via Cavour (Roma), dar această capelă devenise prea mică.

## Descriere

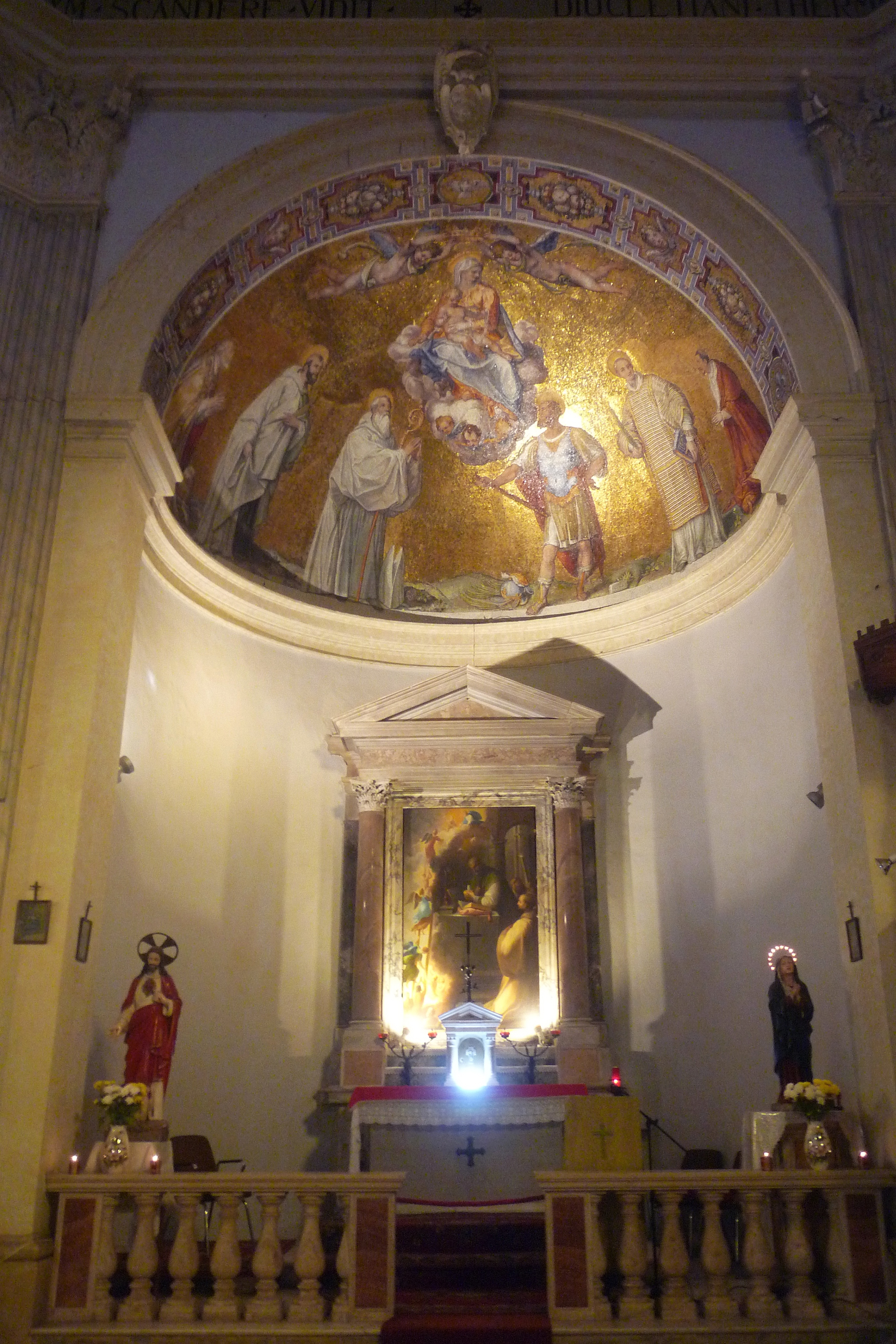
Interior.

Fațada prezintă stema Casei Farnese, inscripția „scala coeli”, un mic timpan și o rozasă. În cornișă se află rămășițele unei statui ale lui Plutus de marmură cu o inscripție datând din vremea papei Nicolae I (856-857). Biserica este încununată cu un dom și o lanternă.
Amenajarea interioară este octogonală. Pe scările care duc spre interior, se pot observa scrieri și desene gravate în piatră, probabil informații transmise de arhitect către constructori.
Interiorul este compus din trei abside și trei altare respective, dedicate sfântului Zénon, Fecioarei Maria și sfântului Bernard. Absida altarului principal este decorată cu o frumoasă mozaică realizată de Francesco Zucchi după un desen de Giovanni De Vecchi, care îi reprezintă pe tribunul Zeno, sfântul Bernard de Clairvaux și alte figuri, în timp ce Fecioara în măreția sa, cu Pruncul Iisus, domină întreaga compoziție. Mozaicul cu fundal auriu a fost comandată de cardinalul Alexandre Farnese (crinii farnesieni apar în decorațiuni), însă cardinalul Pietro Aldobrandini a făcut ulterior modificări, adăugând propriile sale efigii în genunchi, alături de cea a papei Clement al VIII-lea Aldobrandini.
Alegerea decorului cu mozaic pe fundal de aur este în mod clar dictată de dorința de a evoca, în această biserică, creștinismul primelor secole și, în același timp, de a face aluzie la capela San Zenon din bazilica Santa Prassede, acoperită de asemenea cu mozaicuri pe fundal auriu. Pe altarele laterale sunt expuse Viziunea Sfântului Bernard și Buna Vestire, lucrări de autori anonimi de la sfârșitul secolului al XVI-lea, precum și un retablu reprezentându-l pe sfântul Zénon și legiunile sale, furat acum câțiva ani și reprodus fidel de un celebru pictor roman, Tata Mario (secolul XXI).
Două rampe mici duc la criptă, construită pe vechiul cimitir unde, conform tradiției, Zénon și însoțitorii săi au fost martirizați. Pardoseala acestui subsol este o lucrare din secolul al XIII-lea, aparținând bisericii medievale, la fel ca și altarul, care este cel pe care sfântul Bernard a celebrat liturghia viziunii. Printre pietrele mozaicului se află un fragment de epigraf dintr-un cimitir creștin din secolul al III-lea. Pe părțile laterale ale altarului se află două mici ferestre: cea din stânga permite vizualizarea unui altar păgân dedicat zeiței Dia, divinitate agricolă romană venerată de preoții Arvali; prin cea din dreapta, sunt vizibile urmele unui vechi cimitir creștin, considerat ultima închisoare a sfântului Paul înainte de decapitarea sa.